# International Work Group for Indigenous Affairs
El Grup de Treball Internacional per Afers Indígenes (International Work Group for Indigenous Affairs o IWGIA en anglès) és una organització independent sense ànim de lucre centrada en els drets humans internacionals, el propòsit principal dels quals és aprovar i promoure els drets col·lectius del món dels pobles indígenes. Establert en 1968, l'IWGIA està registrat com organització sense ànim de lucre a Dinamarca, amb la seu central de la seva Secretaria a Copenhaguen. El treball de l'IWGIA és principalment finançat pels ministeris nòrdics d'afers exteriors i la Unió europea.
L'IWGIA té estatus consultiu al Consell Econòmic i Social de les Nacions Unides (ECOSOC) i estatus d'observador al Consell Àrtic i a la Comissió Africana de Drets Humans i dels Pobles.

## Història
La constitució de l'IWGIA com un cos es va proposar per primera vegada, i es va iniciar, a l'agost de 1968, en el 38è Congrés Internacional d'Americanistes, celebrat a Múnic i Stuttgart. Format com un ens de cooperació d'antropòlegs i activistes de drets humans, l'IWGIA es va preocupar inicialment per fer front a les amenaces plantejades pel ràpid desenvolupament d'assentaments i indústries entre els grups indígenes de la Conca de l'Amazones. Primer es va establir al Brasil i Paraguai una xarxa per a la reivindicació i l'activisme indígenes. Després el IWGIA va expandir les seves activitats i implicació a les preocupacions dels pobles indígenes americans en general. Posteriorment els grups de treball de l'IWGIA donaren suport a la reivindicació i publicació de recerques, es van estendre per a cobrir els assumptes indígenes a tots els continents.
Des de l'adopció, el 28 de maig de 2000, de canvis en els seus estatuts, el IWGIA es constitueix com una organització d'afiliació: els membres paguen una quota anual per al funcionament de l'organització i el finançament de les seves activitats.

## Activitats
El IWGIA fa costat a les organitzacions de pobles indígenes a través dels seus programes regionals i temàtics. A data de juny de 2012 té tres programes regionals —sobre Àfrica, Llatinoamèrica i Àsia— i un programa de país, fent costat als pobles indígenes en la Federació russa, més un programa sobre canvi climàtic, que dona suport a la participació indígena en processos internacionals contra el canvi climàtic, conscienciació i activitats locals lligades a estratègies de [reducció de les emissions de la desforestació] (REDD+ per les seves sigles en anglès) nacionals.
El programa de drets humans dona suport a la participació dels pobles indígenes en mecanismes internacionals de drets humans, com el Fòrum Permanent per les Qüestions Indígenes de l'ONU.
El programa de publicacions inclou la publicació de l'anuari del IWGIA "El món indígena", així com una varietat de llibres, informes sobre drets humans, articles informatius, manuals i vídeos majoritàriament en anglès i castellà, encara que també ha publicat ocasionalment en danès, hindi, francès i altres llengües.
El 2019 es va veure una millora en les estadístiques i les dades sobre els pobles indígenes. L'Organització Internacional del Treball va publicar una estimació inferior de 476 milions d'indígenes a nivell mundial. El treball d'IWGIA va ser citat a l'informe, mentre que el Banc Mundial i l'OIT reconeixen que, malgrat que els pobles indígenes només representen el 6% de la població mundial, representen el 15% dels pobres extrems del món.